# Glimsläktet
Glimsläktet (Silene) är ett växtsläkte med 926 arter i familjen nejlikväxter.
Flera andra, tidigare självständiga, släkten förs numera till Silene av flera botaniska databaser, exempelvis gökblomstersläktet (Lychnis), purpurklättssläktet (Coronaria) och Viscaria.
Blomman hos arterna av detta släkte är fullkomligt aktinomorf eller likbladig, fodret är sambladigt och smalt, men kronan är fribladig och de fem kronbladen är därför mycket långskaftade. Ståndarna är 10 i 2 kretsar; pistillen är en enda, men bildad av 2, 3 eller 5 fruktblad. Hos de flesta arterna av släktet är blomaxeln tydligt förlängd mellan fodrets och kronbladens fäste. Kronbladen är ofta prydda av två små biblad (stipler eller snärp), som sitter på gränsen mellan skaftet och brämmet och tillsammans utgör en bikrona, vilken ibland tjänar till att sammanhålla kronbladen. 
Stjälkbladen är motsatta hos alla nejlikväxter, och blomställningen, som är knippartat förgrenad, blir därigenom ett reguljärt tvåsidigt knippe. Släktena inom familjen är mycket nära släkt och skiljs huvudsakligen åt på märkenas antal och antalet flikar hos det öppnade fröhuset. Arterna av släktet glimmar har 3 märken och fröhus som öppnar sig med 6 flikar.

## Arter
Catalogue of Life listar följande 926 arter i släktet. Dyntaxa inkluderar dessutom Eldklätt (Lychnis × haageana) i släktet.

- Silene abietum
- Silene acaulis - Fjällglim
- Silene acutidentata
- Silene adelphiae
- Silene adenocalyx
- Silene adenopetala
- Silene adenophora
- Silene aegaea
- Silene aegyptiaca
- Silene aeoniopsis
- Silene affghanica
- Silene ajanensis
- Silene akaisialpina
- Silene akinfievii
- Silene akiyamae
- Silene akmaniana
- Silene alaschanica
- Silene albescens
- Silene alexandrae
- Silene alexandri
- Silene alexandrina
- Silene alexeenkoi
- Silene alexeji
- Silene almolae
- Silene alpicola
- Silene altaica
- Silene ammophila
- Silene ampullata
- Silene anatolica
- Silene andarabica
- Silene andicola
- Silene andryalifolia
- Silene angustiflora
- Silene anisoloba
- Silene antarctica
- Silene antirrhina
- Silene antri-jovis
- Silene aomorensis
- Silene aperta
- Silene apetala
- Silene aprica
- Silene arabica
- Silene araratica
- Silene arcana
- Silene arenarioides
- Silene argaea
- Silene argentea
- Silene argentina
- Silene argentinensis
- Silene arghireica
- Silene argillosa
- Silene arguta
- Silene aristidis
- Silene armena
- Silene armeria
- Silene artemisetorum
- Silene articulata
- Silene asclepiadea
- Silene asirensis
- Silene assyriaca
- Silene astartes
- Silene asterias
- Silene astrachanica
- Silene atlantica
- Silene atocioides
- Silene atrocastanea
- Silene atropurpurea
- Silene atsaensis
- Silene aucheriana
- Silene auriculata
- Silene auriculifolia
- Silene austroiranica
- Silene avromana
- Silene ayachica
- Silene aydosensis
- Silene azirensis
- Silene baccifera - Bärglim
- Silene badachschanica
- Silene balansae
- Silene balcanica
- Silene balchaschensis
- Silene baldaccii
- Silene baldshuanica
- Silene bamianica
- Silene baranovii
- Silene barbara
- Silene barbeyana
- Silene barrattei
- Silene baschkirorum
- Silene batangensis
- Silene bayburtensis
- Silene bazardzica
- Silene beguinotii
- Silene behen
- Silene bellidifolia - Luddglim
- Silene bellidioides
- Silene bernardina
- Silene bersieri
- Silene berthelotiana
- Silene betpakdalensis
- Silene biafrae
- Silene biappendiculata
- Silene bilingua
- Silene birandiana
- Silene birgittae
- Silene bitlisensis
- Silene bobrovii
- Silene bolanthoides
- Silene borderei
- Silene bornmuelleri
- Silene boryi
- Silene borysthenica - Smalglim
- Silene bourgeaui
- Silene boyd-klineana
- Silene brahuica
- Silene breviauriculata
- Silene brevicalyx
- Silene brevicaulis
- Silene brevistaminea
- Silene bridgesii
- Silene brotheriana
- Silene bucharica
- Silene bungeana
- Silene bungei
- Silene bupleuroides
- Silene burchellii
- Silene burmanica
- Silene cabulica
- Silene caesarea
- Silene caesia
- Silene caespitella
- Silene caespitosa
- Silene caliacrae
- Silene cambessedesii
- Silene campanula
- Silene campanulata
- Silene canariensis
- Silene cancellata
- Silene capillipes
- Silene capitata
- Silene capitellata
- Silene cappadocica
- Silene caramanica
- Silene cardiopetala
- Silene cariensis
- Silene caroli-henrici
- Silene caroliniana
- Silene carpatica
- Silene cartilaginea
- Silene caryophylloides
- Silene cashmeriana
- Silene catholica
- Silene cattariniana
- Silene caucasica
- Silene caudata
- Silene cephalantha
- Silene cephallenia
- Silene cerastoides
- Silene chaetodonta
- Silene chaetodontoidea
- Silene chalcedonica - Studentnejlika
- Silene chamarensis
- Silene chihuahuensis
- Silene chilensis
- Silene chlorantha
- Silene chlorifolia
- Silene chodatii
- Silene choruhensis
- Silene choulettii
- Silene chubutensis
- Silene chungtienensis
- Silene chustupica
- Silene ciliata
- Silene cinerea
- Silene cirpicii
- Silene cirtensis
- Silene citrina
- Silene clandestina
- Silene claryi
- Silene claviformis
- Silene clokeyi
- Silene cobalticola
- Silene coeli-rosa
- Silene cognata
- Silene colorata - Brokglim
- Silene colpophylla
- Silene commelinifolia
- Silene compacta
- Silene confertiflora
- Silene conformifolia
- Silene congesta
- Silene conglomeratica
- Silene conica - Sandglim
- Silene coniflora
- Silene conoidea
- Silene cordifolia
- Silene corinthiaca
- Silene coronaria - Purpurklätt
- Silene corrugata
- Silene corylina
- Silene crassifolia
- Silene crassipes
- Silene cretacea
- Silene cretica - Kretaglim
- Silene crispans
- Silene crispata
- Silene cryptantha
- Silene cryptoneura
- Silene cryptopetala
- Silene csereii
- Silene cuatrecasasii
- Silene cuspidata
- Silene cyrenaica
- Silene cythnia
- Silene czopandagensis
- Silene daenensis
- Silene dagestanica
- Silene damascena
- Silene damboldtiana
- Silene danaensis
- Silene danielii
- Silene davidlongii
- Silene dawoensis
- Silene degeneri
- Silene delavayi
- Silene delicatula
- Silene demavendica
- Silene demirizii
- Silene denizliensis
- Silene densiflora
- Silene dentipetala
- Silene depressa
- Silene dewinteri
- Silene dianthoides
- Silene dichotoma
- Silene diclinis
- Silene dieterlei
- Silene dinarica
- Silene dioica - Rödblära
- Silene dirphya
- Silene discolor
- Silene dissecta
- Silene disticha
- Silene divaricata
- Silene doganii
- Silene dolichocarpa
- Silene donetzica
- Silene douglasii
- Silene drummondii
- Silene dschuparensis
- Silene dubia
- Silene dumanii
- Silene dumetosa
- Silene duralii
- Silene dyris
- Silene echegarayi
- Silene echinata
- Silene echinosperma
- Silene echinospermoides
- Silene eckloniana
- Silene elisabethae
- Silene elymaitica
- Silene engleri
- Silene eremitica
- Silene eriocalycina
- Silene ermenekensis
- Silene erubescens
- Silene erysimifolia
- Silene esquamata
- Silene eugeniae
- Silene euxina
- Silene eviscosa
- Silene excedens
- Silene exscapa
- Silene fabaria - Nätglim
- Silene fabarioides
- Silene falcata
- Silene falconeriana
- Silene farsistanica
- Silene fasciculata
- Silene fauriei
- Silene favargeri
- Silene fedtschenkoana
- Silene fedtschenkoi
- Silene fenzlii
- Silene ferdowsii
- Silene ferganica
- Silene fernandezii
- Silene fetissovii
- Silene filifolia
- Silene filipetala
- Silene firma
- Silene fissicalyx
- Silene flaccida
- Silene flammulifolia
- Silene flavescens
- Silene flos-cuculi - Gökblomster
- Silene flos-jovis
- Silene foetida
- Silene foliosa
- Silene fortunei
- Silene fraudatrix
- Silene frivaldszkyana
- Silene froedinii
- Silene fruticosa
- Silene fulgens
- Silene fuscata - Purpurglim
- Silene gaditana
- Silene galataea
- Silene gallica
- Silene gallinyi
- Silene gangotriana
- Silene gasimailikensis
- Silene gaubae
- Silene gavrilovii
- Silene gazulensis
- Silene gebleriana
- Silene gemmata
- Silene genovevae
- Silene georgievskyi
- Silene germana
- Silene gertraudiae
- Silene gevasica
- Silene ghiarensis
- Silene gigantea
- Silene gillettii
- Silene glaberrima
- Silene glaberrimum
- Silene glabrescens
- Silene glaucescens
- Silene glaucifolia
- Silene goniocaula
- Silene gonosperma
- Silene goulimyi
- Silene gracilenta
- Silene gracilicaulis
- Silene gracilis
- Silene gracillima
- Silene graeca
- Silene graefferi
- Silene graminifolia
- Silene grandiflora
- Silene grayi
- Silene greywilsonii
- Silene grisea
- Silene grossheimii
- Silene gubanovii
- Silene guichardii
- Silene guinetii
- Silene guntensis
- Silene gynodioica
- Silene habaensis
- Silene hampeana
- Silene hamzaoglui
- Silene haradjianii
- Silene haumanii
- Silene haussknechtii
- Silene hawaiiensis
- Silene heldreichii
- Silene helleboriflora
- Silene hellmannii
- Silene helmandica
- Silene herbilegorum
- Silene heterodonta
- Silene heuffelii
- Silene hicesiae
- Silene hidaka-alpina
- Silene hideakiohbae
- Silene hifacensis
- Silene himalayensis
- Silene hirticalyx
- Silene hitchguirei
- Silene hochstetteri
- Silene hoefftiana
- Silene holopetala
- Silene holosteifolia
- Silene holzmannii
- Silene hookeri
- Silene huguettiae
- Silene humilis
- Silene huochenensis
- Silene hupehensis
- Silene hussonii
- Silene ibosii
- Silene ichnusae
- Silene ikonnikovii
- Silene imbricata
- Silene inaperta
- Silene incisa
- Silene inclinata
- Silene incurvifolia
- Silene indeprensa
- Silene indica
- Silene insularis
- Silene integripetala
- Silene intonsa
- Silene intramongolica
- Silene intricata
- Silene invisa
- Silene involucrata
- Silene ionica
- Silene isaurica
- Silene ismailitica
- Silene ispartensis
- Silene italica
- Silene jailensis
- Silene jaxartica
- Silene jenisseiensis
- Silene joerstadii
- Silene jugora
- Silene julaensis
- Silene karaczukuri
- Silene karekirii
- Silene keiskei
- Silene kemoniana
- Silene kermanensis
- Silene kerneri
- Silene khasiana
- Silene kialensis
- Silene kingii
- Silene kirgisensis
- Silene kiusiana
- Silene klokovii
- Silene koelzii
- Silene komarovii
- Silene koreana
- Silene korshinskyi
- Silene koycegizensis
- Silene kremeri
- Silene kubanensis
- Silene kucukodukii
- Silene kudrjaschevii
- Silene kulabensis
- Silene kumaonensis
- Silene kunawurensis
- Silene kungessana
- Silene kuschakewiczii
- Silene lacera
- Silene laciniata
- Silene laconica
- Silene ladyginae
- Silene laeta
- Silene laevigata
- Silene lagenocalyx
- Silene lagrangei
- Silene lagunensis
- Silene lamarum
- Silene lanceolata
- Silene lasiantha
- Silene latifolia - Vitblära
- Silene laxa
- Silene laxantha
- Silene laxipruinosa
- Silene lazica
- Silene legionensis
- Silene lemmonii
- Silene lenkoranica
- Silene leptoclada
- Silene lerchenfeldiana
- Silene leucophylla
- Silene lhassana
- Silene libanotica
- Silene lichiangensis
- Silene linae
- Silene linearifolia
- Silene lineariloba
- Silene linearis
- Silene lineata
- Silene linicola - Linglim
- Silene linifolia
- Silene linnaeana
- Silene lipskyi
- Silene lithophila
- Silene littorea
- Silene litwinowii
- Silene lomalasinensis
- Silene longicalycina
- Silene longicarpophora
- Silene longicaulis
- Silene longicilia
- Silene longicornuta
- Silene longidens
- Silene longipetala
- Silene longisepala
- Silene lucida
- Silene luciliae
- Silene lycaonica
- Silene lychnidea
- Silene lydia
- Silene lynesii
- Silene macrantha
- Silene macrodonta
- Silene macronychia
- Silene macrosolen
- Silene macrostyla
- Silene maeotica
- Silene magellanica
- Silene makmeliana
- Silene mandonii
- Silene manissadjianii
- Silene marcowiczii
- Silene margaritae
- Silene mariana
- Silene marizii
- Silene markamensis
- Silene marmarica
- Silene marmorensis
- Silene marschallii
- Silene martinolii
- Silene martyi
- Silene maurorum
- Silene media
- Silene megalantha
- Silene mekinensis
- Silene melanantha
- Silene melanopotamica
- Silene melikjanii
- Silene mellifera
- Silene melzheimeri
- Silene mentagensis
- Silene menziesii
- Silene mesatlantica
- Silene meyeri
- Silene michelsonii
- Silene micropetala
- Silene microphylla
- Silene microsperma
- Silene miqueliana
- Silene mirei
- Silene modesta
- Silene moldavica
- Silene mollissima
- Silene monantha
- Silene monbeigii
- Silene monerantha
- Silene montbretiana
- Silene montistellensis
- Silene montserratii
- Silene moorcroftiana
- Silene morganae
- Silene morrisonmontana
- Silene muliensis
- Silene multicaulis
- Silene multifida - Fransglim
- Silene multiflora
- Silene multifurcata
- Silene mundiana
- Silene muradica
- Silene muschleri
- Silene muscipula - Flugglim
- Silene muslimii
- Silene myongcheonensis
- Silene nachlingerae
- Silene namlaensis
- Silene nana
- Silene nangqenensis
- Silene napuligera
- Silene natalii
- Silene neglecta
- Silene neoladyginae
- Silene nepalensis
- Silene nerimaniae
- Silene nevskii
- Silene nicaeensis
- Silene niederi
- Silene nigrescens
- Silene ningxiaensis
- Silene nivalis
- Silene nivea
- Silene nizvana
- Silene nocteolens
- Silene noctiflora - Nattglim
- Silene nocturna - Medelhavsglim
- Silene nodulosa
- Silene nubigena
- Silene nuda
- Silene nummica
- Silene nuncupanda
- Silene nuratavica
- Silene nurensis
- Silene nutabunda
- Silene nutans - Backglim
- Silene oblanceolata
- Silene obovata
- Silene obscura
- Silene obtusidentata
- Silene obtusifolia
- Silene occidentalis
- Silene odontopetala
- Silene odoratissima
- Silene oenotriae
- Silene olgae
- Silene oligantha
- Silene oligophylla
- Silene oligotricha
- Silene oliverae
- Silene olympica
- Silene orbelica
- Silene ordossica
- Silene oreades
- Silene oregana
- Silene oreina
- Silene oreophila
- Silene oreosinaica
- Silene orientalimongolica
- Silene ornata
- Silene oropediorum
- Silene orphanidis
- Silene ostenfeldii
- Silene otites - Kvastglim
- Silene otodonta
- Silene ovalifolia
- Silene ovata
- Silene oxyodonta
- Silene ozyurtii
- Silene paeoniensis
- Silene paghmanica
- Silene pakistanica
- Silene paktiensis
- Silene palaestina
- Silene palinotricha
- Silene panjutinii
- Silene paphlagonica
- Silene papillosa
- Silene paradoxa
- Silene paranadena
- Silene pardoi
- Silene parishii
- Silene parjumanensis
- Silene parnassica
- Silene parrowiana
- Silene parryi
- Silene patagonica
- Silene patula
- Silene paucifolia
- Silene peduncularis
- Silene pendula
- Silene pentelica
- Silene perlmanii
- Silene persepolitana
- Silene persica
- Silene petersonii
- Silene petrarchae
- Silene pharnaceifolia
- Silene phoenicodonta
- Silene phrygia
- Silene physalodes
- Silene physocalycina
- Silene pichiana
- Silene pinetorum
- Silene plankii
- Silene platyphylla
- Silene plurifolia
- Silene plutonica
- Silene pogonocalyx
- Silene polypetala
- Silene pomelii
- Silene pompeiopolitana
- Silene popovii
- Silene porandica
- Silene portensis
- Silene praelonga
- Silene praemixta
- Silene praestans
- Silene pravitziana
- Silene prilepensis
- Silene prilipkoana
- Silene principis
- Silene procumbens
- Silene propinqua
- Silene psammitis
- Silene pseudatocion
- Silene pseudaucheriana
- Silene pseudocashmeriana
- Silene pseudofortunei
- Silene pseudoholopetala
- Silene pseudonurensis
- Silene pseudotenuis
- Silene pseudoverticillata
- Silene pseudovestita
- Silene pterosperma
- Silene pubicalycina
- Silene pubicalyx
- Silene pugionifolia
- Silene pungens
- Silene puranensis
- Silene purii
- Silene pusilla
- Silene pygmaea
- Silene pyrenaica
- Silene qiyunshanensis
- Silene quadrifida
- Silene quadriloba
- Silene radicosa
- Silene ramosissima
- Silene rasvandica
- Silene rechingeri
- Silene rectiramea
- Silene regia
- Silene reichenbachii
- Silene reinholdii
- Silene reinwardtii
- Silene renzii
- Silene repens
- Silene requienii
- Silene reticulata
- Silene retinervis
- Silene retzdorffiana
- Silene reuteriana
- Silene reverchonii
- Silene rhiphaena
- Silene rhizophora
- Silene rhynchocarpa
- Silene rigens
- Silene roemeri
- Silene rosiflora
- Silene rosulata
- Silene rothmaleri
- Silene rotundifolia
- Silene rouyana
- Silene rubella
- Silene rubricalyx
- Silene ruinarum
- Silene rupestris
- Silene rupicola
- Silene ruprechtii
- Silene ruscifolia
- Silene sabinosae
- Silene sachalinensis
- Silene salamandra
- Silene salangensis
- Silene saldanhensis
- Silene salicifolia
- Silene salmonacea
- Silene salsuginea
- Silene salzmanni
- Silene samarkandensis
- Silene samia
- Silene samojedorum
- Silene samothracica
- Silene sarawschanica
- Silene sargentii
- Silene sartorii
- Silene saxatilis
- Silene saxifraga
- Silene saxosa
- Silene scabrida
- Silene scabriflora
- Silene scabrifolia
- Silene scaposa
- Silene schafta
- Silene schimperiana
- Silene schischkinii
- Silene schizolepis
- Silene schizopetala
- Silene schlumbergeri
- Silene schmuckeri
- Silene schugnanica
- Silene schwarzenbergeri
- Silene sciaphila
- Silene sclerophylla
- Silene scopulorum
- Silene scouleri
- Silene scythicina
- Silene secundiflora - Spansk färgglim
- Silene sedoides
- Silene seelyi
- Silene sefidiana
- Silene semenovii
- Silene sendtneri
- Silene sennenii
- Silene senno
- Silene seoulensis
- Silene sericea
- Silene sessionis
- Silene setisperma
- Silene shahrudensis
- Silene shanbashakensis
- Silene sibirica
- Silene siderophila
- Silene sieberi
- Silene sieboldii
- Silene sinensis
- Silene sisianica
- Silene skorpilii
- Silene sobolevskajae
- Silene sojakii
- Silene solenantha
- Silene songarica
- Silene sordida
- Silene sorensenis
- Silene spaldingii
- Silene spergulifolia
- Silene spinescens
- Silene splendens
- Silene squamigera
- Silene staintonii
- Silene stapfii
- Silene stellariifolia
- Silene stellata
- Silene stenantha
- Silene stenobotrys
- Silene stenophylla
- Silene stewartiana
- Silene stewartii
- Silene stockenii
- Silene stojanovii
- Silene stracheyi
- Silene striata
- Silene stricta - Vingglim
- Silene struthioloides
- Silene suaveolens
- Silene subadenophora
- Silene subciliata
- Silene subconica
- Silene subcretacea
- Silene subodhii
- Silene subtenella
- Silene succulenta
- Silene suecica - Fjällnejlika
- Silene suffrutescens
- Silene suksdorfii
- Silene sumbuliana
- Silene supina
- Silene surculosa
- Silene surobica
- Silene sveae
- Silene swertiifolia
- Silene syngei
- Silene syreistschikowii
- Silene sytnikii
- Silene tachtensis
- Silene takeshimensis
- Silene taliewii
- Silene talyschensis
- Silene tamaranae
- Silene tatarica - Ryssglim
- Silene tatarinowii
- Silene tatjanae
- Silene taygetea
- Silene telavivensis
- Silene tenella
- Silene thebana
- Silene thessalonica
- Silene thunbergiana
- Silene thurberi
- Silene thymifolia
- Silene thysanodes
- Silene tianschanica
- Silene tibetica
- Silene tokachiensis
- Silene tolmatchevii
- Silene tomentella
- Silene tomentosa
- Silene tommasinii
- Silene toussidana
- Silene trachyphylla
- Silene tragacantha
- Silene trajectorum
- Silene tridentata
- Silene tubiformis
- Silene tubulosa
- Silene tundricola
- Silene tunetana
- Silene tunicoides
- Silene turczaninovii
- Silene turgida
- Silene turkestanica
- Silene tyrrhenia
- Silene uhdeana
- Silene undulata
- Silene ungeri
- Silene uniflora - Strandglim
- Silene uralensis - Fjällblära
- Silene urodonta
- Silene urvillei
- Silene vachschii
- Silene waldsteinii
- Silene vallesia
- Silene valsecchiae
- Silene wardii
- Silene variegata
- Silene vautierae
- Silene weberbaueri
- Silene velcevii
- Silene velenovskyana
- Silene velutina
- Silene velutinoides
- Silene wendelboi
- Silene ventricosa
- Silene verecunda
- Silene veselskyi
- Silene vidaliana
- Silene wilczekii
- Silene wilfordii
- Silene williamsii
- Silene villosa
- Silene villosula
- Silene violascens
- Silene virescens
- Silene virgata
- Silene virginica
- Silene viridiflora
- Silene viscaria - Tjärblomster
- Silene viscariopsis
- Silene viscidula
- Silene viscosa - Klibbglim
- Silene vittata
- Silene vivianii
- Silene vlokii
- Silene wolgensis
- Silene volubilitana
- Silene wrightii
- Silene vulgaris - Smällglim
- Silene yanoei
- Silene yarmalii
- Silene yemensis
- Silene yetii
- Silene yildirimlii
- Silene yunnanensis
- Silene zangezura
- Silene zawadskii - Karpaterblära
- Silene zhongbaensis
- Silene zhoui
- Silene zuntoreica